# Felix Esquirou de Parieu
Felix Esquirou de Parieu (Aurillac, 13 aprile 1815 – Parigi, 8 aprile 1893) è stato un giurista francese.

## Biografia
Ebbe una carriera nelle istituzioni; nel 1848 fu membro dell'Assemblea costituente, e dal 1849 al 1851 ministro dell'istruzione. Dal 1852 fu membro del Consiglio di Stato, di cui fu vicepresidente e poi presidente tra il 1855 e il 1870. Dal 1870 al 1884 fu senatore, mentre era entrato nel 1856 nell'Accademia delle scienze morali. 
Specialista in materia tributaria e in questioni monetarie, sostenne dal 1857 l'adozione del monometallismo aureo e la cooperazione monetaria internazionale. Il 23 dicembre 1865 fu firmata, durante un convegno da lui presieduto, l'Unione Monetaria Latina. Tale convenzione obbligava i Paesi firmatari a coniare monete esclusivamente d'oro e d'argento secondo le norme stabilite.

## Opere principali
- Histoire des impôts généraux sur la propriété et le revenu (1856);
- Traité des impôts ecc. en France et à l'étranger (5 voll., 1862-65);
- Principes de la science politique (1870).